# Union sportive Joué-lès-Tours rugby (féminines)
Ne doit pas être confondu avec la section masculine de l'Union sportive Joué-lès-Tours rugby, dont le club a été créé en 1973.
Actualités
L'Union sportive Joué-lès-Tours rugby est un club de rugby à XV basé à Joué-lès-Tours. Son équipe féminine est fondée en 2006 au sein du club de l'Union sportive de Saint-Pierre-des-Corps rugby.
Il évolue pour la saison 2024-2025 en Fédérale 1.

## Historique
L'équipe est fondée en 2006, en tant que section féminine du club de rugby de l'Union sportive de Saint-Pierre-des-Corps. Quatre ans plus tard, en manque d'effectif, les « Panthères » de Saint-Pierre-des-Corps intègrent la structure de l'Union sportive Joué-lès-Tours rugby, autre club de l'agglomération de Tours, bénéficiant alors de l'apport du lycée Jean-Monnet et du collège Beaulieu de Joué-lès-Tours.
À l'issue de la saison 2021-2022, le club s'impose en finale et décroche de fait son accession en Élite 2. En tant que promu, l'US Joué parvient à se maintenir en terminant la saison 2022-2023 à la neuvième place.

## Identité visuelle

### Couleurs et maillots
Les couleurs de l'équipe, en tant qu'US Joué, sont le jaune et le bleu.

### Logo
Alors que le club de l'US Joué s'apprête à fêter ses 50 ans, il adopte un nouveau logo, de forme armoriale en référence à la Touraine et mettant à l'honneur les cinq sections du club de rugby via le forme ovale, l'école de rugby, les équipes juniors, les équipes seniors masculine et féminine ainsi que l'équipe loisir. Les couleurs (jaune et bleu) font référence aux armoiries de la ville de Joué-lès-Tours.

Évolution du logo
Logo abandonné en 2023.
Logo instauré en 2023.

## Palmarès
- Championnat de France de 1re division fédérale :
  - Champion : 2022.